# Обилич (община)
Обилич (серб. Обилић) — община в Косово, входит в Приштинский округ.
Занимаемая площадь — 105 км².
Административный центр общины — город Обилич. Община Обилич состоит из 18 населённых пунктов, средняя площадь населённого пункта — 5,8 км².

## Административная принадлежность
| Сербская позиция                                           | Албанская позиция                            |
| ---------------------------------------------------------- | -------------------------------------------- |
| входит в Косовский округ автономного края Косово и Метохия | входит в Приштинский округ Республики Косово |